# Cristo Negro
Cristo Negro é uma telenovela mexicana, produzida pela Televisa e exibida em 1971 pelo El Canal de las Estrellas.

## Elenco
- Enrique Lizalde
- Jorge Lavat
- Lupita Lara
- Carmen Salas